# Gerontowie
Gerontowie (gr. γέροντες lp. γέρων "stary, starzec") – obywatele starożytnej Sparty należący do Rady Starszych (geruzji). Wybierani dożywotnio przez zgromadzenie ludowe spośród obywateli, którzy ukończyli 60 lat.